# Pandolfo IV Malatesta
Pandolfo IV Malatesta, apodado Pandolfaccio (Rímini, 1475 - Roma, c. 1538), fue un condotiero italiano y signore de Rímini y otras ciudades de la Romaña. Fue miembro de la Casa de Malatesta y participante de menor importancia en las Guerras italianas (1494-1559).

## Biografía
Era hijo de Roberto Malatesta, y a la muerte de este (1482), fue nombrado capitán general honorífico de la República de Venecia. Cuatro años después fue ordenado caballero por el rey Alfonso II de Nápoles.
En 1495, contratado por los venecianos, participa en la batalla de Fornovo, tras la que asedia la guarnición francesa de Novara. La violencia y los asesinatos de Pandolfo le ganaron el odio de sus súbditos: en 1497, un fracasado intento de violación a una joven provocó una revuelta en Rímini, que no pudo reprimir sin la intervención veneciana. En 1498 consiguió escapar de un conjura contra su persona.
Dos años más tarde, César Borgia invadió los territorios de Pandolfo IV y el papa Alejandro VI, padre de César, le excomulgó. Abandonado por sus súbditos, Pandolfo IV se vio obligado a renunciar a Rímini por 2900 ducados, viviendo en Venecia los años siguientes. Muerto Alejandro VI y enfermo César, aprovechó para atacar y conquistar Rímini en 1503, pero la vendió a la República de Venecia.
En 1509 participó en la batalla de Agnadello, y tras la derrota veneciana cambió de bando, sometiéndose al emperador germánico. Colaboró más tarde en el asedio de Padua, pero se vio obligado a regresar a su feudo de Cittadella, que le fue concedido oficialmente en 1512. Posteriormente regresó a Venecia.
En 1522, Pandolfo, junto a su hijo Segismundo, logró recuperar brevemente Rímini. En 1527, después del Saco de Roma y la captura del papa Clemente VII, los dos Malatestas entraron de nuevo en su ciudad ancestral, pero pronto fueron expulsados por mercenarios pontificios.
Pandolfo pasó el final de su vida en la pobreza en Ferrara, bajo la protección del duque Alfonso I de Este. Murió en Roma en junio de 1534, y fue enterrado en la Basílica de Santa María en Trastevere.

## Matrimonios y descendencia
Pandolfo se casó en 1489 con Violante Bentivoglio, hija del signore de Bolonia Giovanni II Bentivoglio, con quien tuvo siete hijos:
- Segismondo (1498-1543), condotiero;
- Roberto ;
- Isabel;
- Aníbal;
- Ginebra (?-después de 1567), casó en 1533 con Ludovico degli Obizzi (?-1537/1540); Ariosto y Tasso le dedicaron versos;[3][4]
- Malatesta (?-después de 23 de mayo de 1549);
- Galeotto (?-asesinado en 1543).

Después de enviudar, se casó con Ippolita Tebaldi, con la que se estableció en Roma y tuvo dos hijos:
- Valerio;
- Cassandra.

También tuvo un hijo natural:
- Scipione.